# Abdellah Madi
Abdellah Madi (en arabe : عبد الله مادي), né le 7 août 1990 à Casablanca (Maroc) est un footballeur marocain évoluant dans le club du Maghreb de Fès. Il évolue au poste d'attaquant.

## Biographie
Abdellah Madi naît à Safi et intègre le centre de formation de l'Olympique de Safi. Il alors l'un des plus grands espoirs du club[réf. nécessaire]. 
Le 21 août 2017, il signe un contrat de deux ans avec un club promu en Division 1, le Rapide Oued Zem. Il y dispute une saison, avant de rejoindre le Kénitra AC, club dans lequel il ne s'impose pas.
Le 15 janvier 2019, il signe un contrat de trois ans avec le Maghreb de Fès.

## Palmarès
| Maghreb de Fès - Championnat du Maroc D2 (1) : - Champion : 2019-20. |  | Olympique de Safi - Coupe du Trône : - Finaliste : 2015-16. |